# Керченские вазы
Керченские вазы (Керченский стиль) — вазы последней эпохи краснофигурного стиля вазописи в Аттике. Временная классификация остаётся затруднительной. Ориентировочно вазы относят ко времени между 375 и 330—20 г. до н. э.
Керченские вазы называются так по месту их обнаружения в большом количестве в Керчи на раскопках городищ Боспорского царства. Большинство из них находятся сегодня в Эрмитаже в Санкт-Петербурге. Конец этого стиля ознаменовал закат афинского периода краснофигурной вазописи. Идентификация отдельных вазописцев связана с большими трудностями.
До тех пор пока вазы ещё производились, они экспортировались, как и раньше, в области Средиземноморья, но в этой поздней фазе производства преобладал экспорт в Черноморский регион. Керченским стилем украшались наиболее ходовые формы ваз, в основном кратеры, леканиды и пелики. Преобладающими темами росписи были повседневные сцены из жизни женщин, изображавшиеся намеренно идиллистически, а также дионистические темы и темы Артемиса и Деметры. Для многих росписей характерны были спортивные мотивы с изображением борьбы. С одной стороны, фигуры изображались очень элегантно и часто были богато украшены. С другой стороны, они были стилизованы и выглядели маньеристично. Детали и декорирование играли важную роль. Белый, жёлтый и красный выполняли функцию дополнительных (вспомогательных) цветов.